# Кушва (приток Лобвы)
Кушва — река в России, протекает в Новолялинском районе Свердловской области. Устье реки находится в 151 км по правому берегу реки Лобвы. Длина реки составляет 45 км.

## Притоки
Притоки Кушвы (км от устья):
- 13 км: Ольхуш (левый приток);
- 27 км: Матюшенка (правый приток).

## Данные водного реестра
По данным государственного водного реестра России река Кушва относится к Иртышскому бассейновому округу, водохозяйственный участок реки Тавды от истока и до устья, без реки Сосьвы от истока до водомерного поста у деревни Морозково, речной подбассейн реки Тобол. Речной бассейн реки Иртыш.
Код объекта в государственном водном реестре — 14010502512111200011000.